# Teàcies
Les teàcies (Theaceae) són una família de plantes angiospermes de l'ordre de les ericals, dins del clade de les astèrides. Consta de més de 350 espècies agrupades en 8 gèneres.

## Descripció
Les plantes tenen fulles simples que són disposades de manera alterna en espiral, són serrades i normalment brillants. La majoria dels gèneres tenen fulles persistents però els gèneres Stewartia i Franklinia són caducifolis. Els marges dentats estan associats al tipus de dentat de la planta del te que està coronat per una punta glandular decídua. Les flors són normalment rosades o blanques sovint aromàtiques. El calze consisteix en cinc o més sèpals que sovint persisteixen en el fruit, la corol·la és normalment pentàmera. Les plantes teàcies tenen molts estams, de 20 a més de 100, lliures o soldats a la base de la corol·la tenen també pseudopol·len. Els fruits són càpsules indehiscents (que no s'obren) amb poques llavors que de vegades són alades.

## Taxonomia
Aquesta família va ser publicada per primer cop l'any 1815 al segon volum de l'obra Botanical Register; Consisting of Coloured Figures of Exotic Plants Cultivated in British Gardens; with their History and Mode of Treatment pel botànic francès Charles-François Brisseau de Mirbel (1776-1854).

### Gèneres
Dins d'aquesta família es reconeixen els 8 gèneres següents:
- Apterosperma Hung T.Chang
- Camellia L.
- Franklinia W.Bartram ex Marshall
- Gordonia Ellis
- Polyspora Sweet
- Pyrenaria Blume
- Schima Reinw. ex Blume
- Stewartia L.

## Usos
Entre les espècies amb interès econòmic destaca el te (Camellia sinensis), que és intensament conreat en plantacions per les seves fulles aromàtiques que s'utilitzen en infusions. Altres espècies tenen usos ornamentals, se'n poden citar la camèlia (Camellia japonica) i espècies dels gèneres Stewartia com ara Stewartia pseudocamellia o Stewartia malacodendron. També es pot citar Franklinia alatamaha, una espècie originària del sud-est dels Estats Units que avui dia es considera extinta i només es troba cultivada.